# Neckera lentula
Neckera lentula là một loài rêu trong họ Neckeraceae. Loài này được (Wilson) Broth. mô tả khoa học đầu tiên năm 1906.